# 212 f.Kr.
| 212 f.Kr.          |
| ------------------ |
| Dødsfald - Fødsler |
|                    |

## Dødsfald
- Den græske matematiker og filosof Arkimedes.